# Leizhuang
Leizhuang is een plaats in het arrondissement Huaxi, Guiyang, Guizhou, China. De luchthaven van Leizhuang is 30-35 km ten westen van de binnenstad van Guiyang. De Gevangenis van Yang'ai is in Leizhuang.